# Nachklärbecken

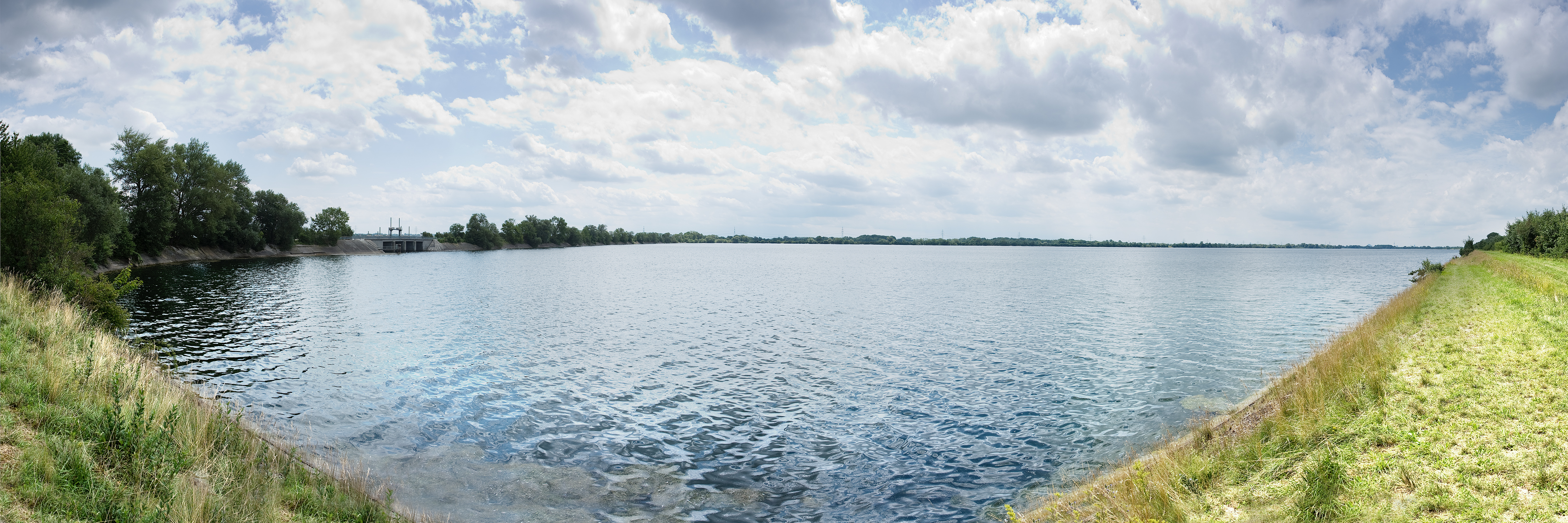
Natürliche Nachklärung im Ismaninger Speichersee (2009)

Nachklärbecken sind zumeist das letzte technische Element in Abwasserreinigungsanlagen und haben somit eine zentrale Aufgabe in der Reinigungsleistung von Kläranlagen. Nachklärbecken sind Bestandteil des Belebtschlammverfahrens.

## Aufgaben
- Optimale Abtrennung der Feststoffe (Schlamm) vom gereinigten Wasser, geringe Konzentrationen im Ablauf (Feststoffe).

- Trennung des Belebtschlamm-Wasser-Gemisches.
- Eindickung des Schlammes, um einen hochkonzentrierten Rücklaufschlamm und Überschussschlamm zu gewährleisten.
- Speicherungsfunktion zur Vermeidung des Ausschwemmens der Biomasse aus dem System, insbesondere bei erhöhter hydraulischer Beschickung.

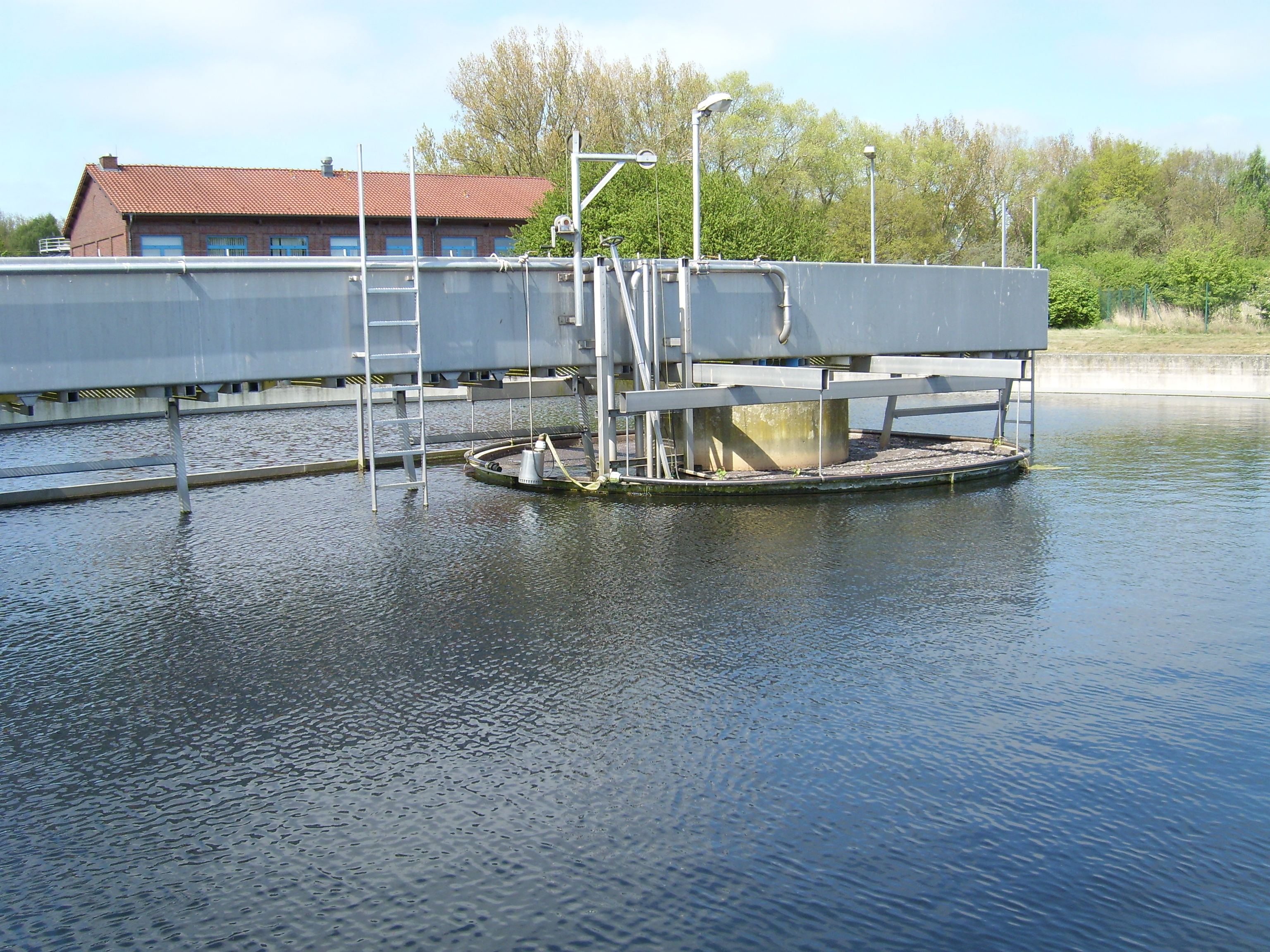
Nachklärbecken in Greifswald (2009)

## Bauformen
Nachklärbecken unterscheiden sich prinzipiell neben ihrer geometrischen Form:
- Rundbecken oder
- Rechteckbecken,

auch im Hinblick auf die Durchströmungsrichtung:
- vertikal durchströmt oder
- horizontal durchströmt.

Weitere Unterscheidungsmerkmale gibt es im Hinblick auf die Gestaltung der Zu- und Abläufe:
- Rundbecken können von innen nach außen bzw. von außen nach innen durchströmt werden.
- Bei Rechteckbecken werden längs- und querdurchströmte Becken unterschieden.

Siehe auch: Dortmundbrunnen, Emscherbrunnen.

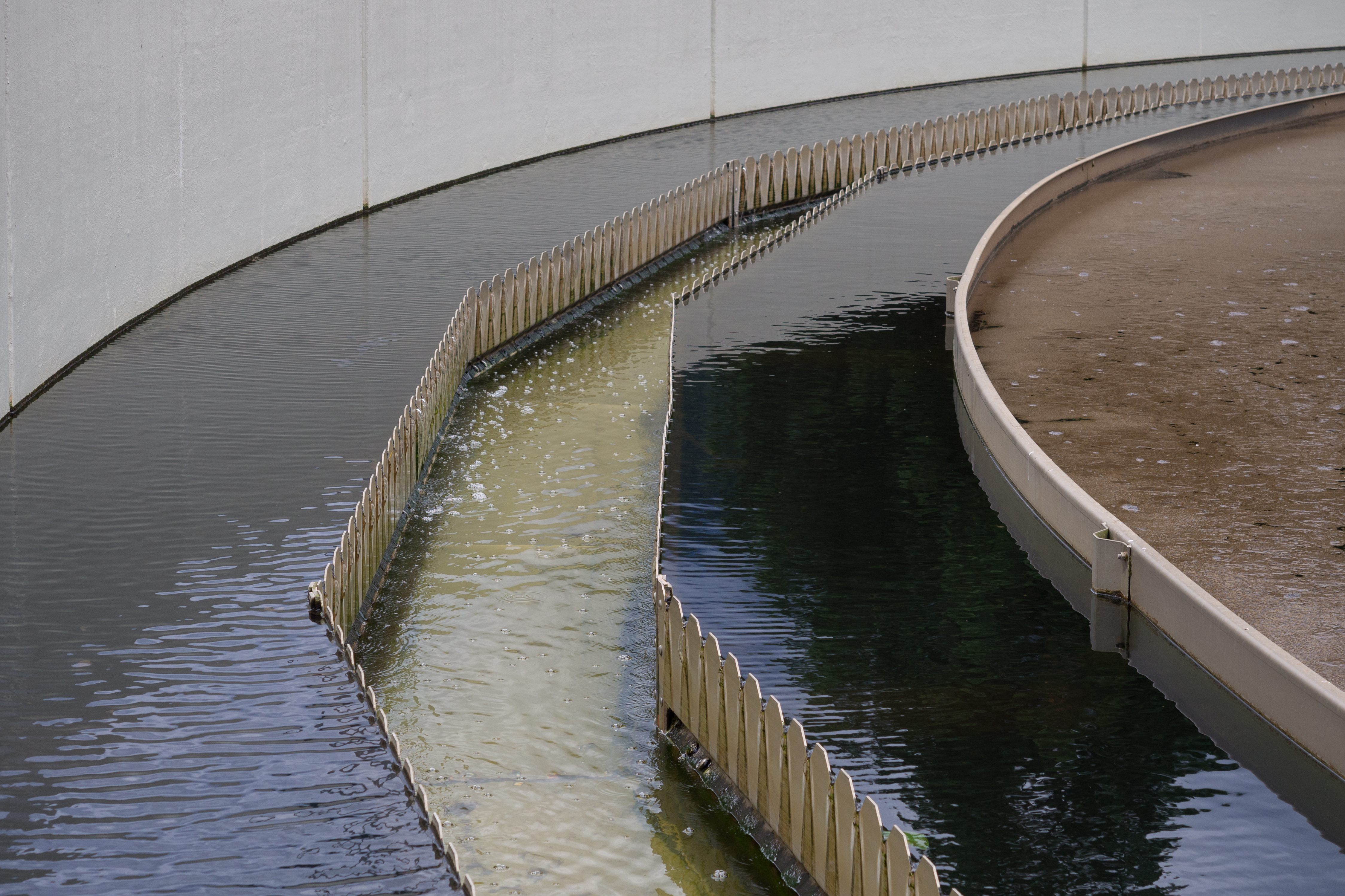
Nachklärbecken der Kläranlage Fritzens (2015)

## Funktionsprinzip
Nachklärbecken basieren auf Separation (→ siehe Absetzbecken). Das Abwasser gelangt aus dem Belebungsbecken oder dem Tropfkörper in das Nachklärbecken. Der im Wasser enthaltene Schlamm setzt sich ab und wird im unteren Bereich gesammelt und eingedickt.
Das Nachklärbecken lässt sich in 4 Zonen einteilen:
- die Klarwasserzone
- die Trennzone
- die Speicherzone
- die Eindick- bzw. Räumzone.

Der Schlamm aus der Eindickzone wird abgezogen und gelangt als Rücklaufschlamm (nicht zu verwechseln mit Überschussschlamm, welcher aus der Belebung kommt) zurück in die Vorklärung. Übliche Bodenschlammkonzentrationen können im Bereich von 10 bis 20 gTS/Liter (TS=Trockensubstanz) liegen. Das entspricht einem Feststoffanteil von 1 bis 2 Prozent. Das geklärte Wasser wird aus der Klarwasserzone mit verschiedenen Techniken abgezogen.
Bei der Nachklärung können diverse Probleme durch schlecht absetzbaren Schlamm auftauchen. Ein Indiz hierfür ist der Schlammindex
Siehe dazu: Blähschlamm, Schwimmschlamm.

## Nachgeschaltete Anlagen
Zur Verbesserung der Ablaufqualität bzw. zur Verringerung der Ablaufkonzentrationen können weitere Anlagen nachgeschaltet werden wie
- Membranfiltrationen
- Polstofffiltration
- Bei einer Nachfällung zur Phosphorelimination muss ein weiteres Becken oder eine Filteranlage (meist Sandfiltration oder Polstofffiltration) zur Abtrennung der Flocken vorhanden sein
- Schönungsteiche
- Festbettreaktoren
- Ozonung
- Aktivkohlefiltration
- Flockungsflotation/Mikroflotation
- UV-Desinfektion

etc.
Die EU-Kommission fordert den Ausbau mit sogenannten vierten Reinigungsstufen zur Entfernung von Spurenstoffen, wie Medikamentenrückstände, für alle kommunalen Kläranlagen ab 150.000 Einwohnerwerten bis 2045. Zudem müssen bis zum gleichen Zeitpunkt auch Kläranlagen mit einer Ausbaugröße von 10.000 Einwohnerwerten mit einer vierten Reinigungsstufe ausgestattet sein, wenn die Konzentration von Mikroschadstoffen ein Risiko für die Umwelt oder die menschliche Gesundheit darstellt.